# Cairn (sziklasír)

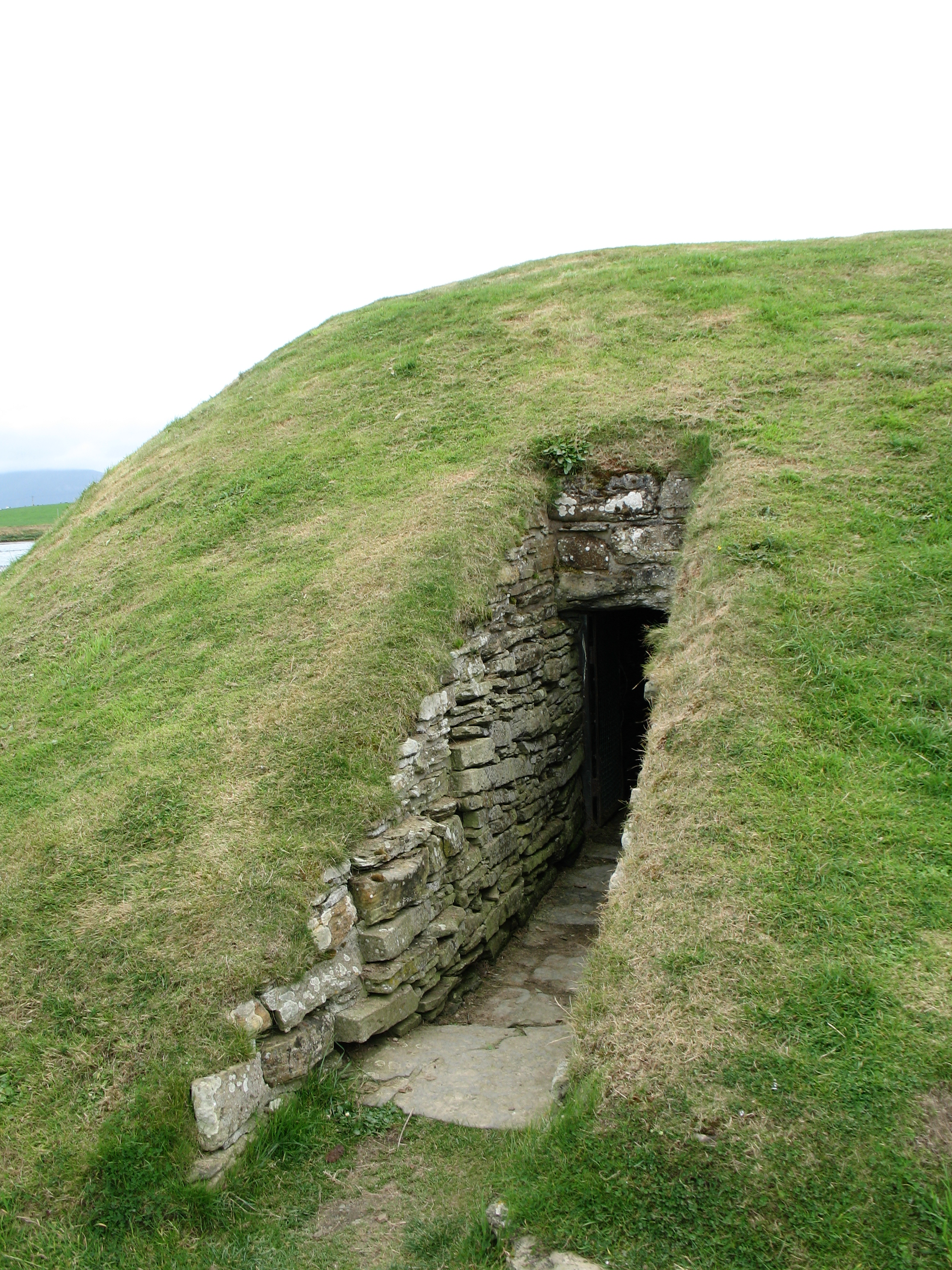
Az Unstan Chambered Cairn bejárata Orkney szigetén

A cairn (càrn skót gael nyelven, carn ír nyelven, carnedd walesi nyelven, jelentése: kőrakás) a Brit-szigeteken, illetve Franciaországban használatos fogalom olyan mesterséges dombok megjelölésére, amelyek kőkorszaki megalitsírokat fednek.  A gyakran kerek sírdomboknak voltak összetettebb formái is, amelyeket szélükön terméskövekkel vagy facölöpökkel erősítettek és jelöltek. A cairn elsősorban sírhalom, de esetenként csupán azért építették fel őket, hogy jelöljenek valamilyen eseményt, helyet, ottjártukat. Ennek ellenére nem összetévesztendő az egyszerűbb kis kőhalmokkal, amelyek kizárólag iránymutató céllal, magaslati pontok jelölésére szolgálnak. A sziklasír ezért pl. angolul Chambered cairn, és ez utóbbi kisebb kőrakásokat jelölik a cairn szóval.